# Silene fulgens
Silene fulgens är en nejlikväxtart som först beskrevs av Sprengel, och fick sitt nu gällande namn av Ernst Hans Ludwig Krause. Silene fulgens ingår i släktet glimmar, och familjen nejlikväxter. Inga underarter finns listade i Catalogue of Life.